# EternalBlue
EternalBlue (або ETERNALBLUE, CVE-2017-0144) — назва експлойту, що використовує уразливість Windows-реалізації протоколу SMB. Недоліки реалізації пов'язані з вимогами Агентства національної безпеки США щодо покращення можливостей збору розвідувальної інформації у разі здійснення високотаргетованих атак. Відомості щодо уразливості опубліковано хакерською групою The Shadow Brokers 14 квітня 2017 року. Використовувалася у поширенні вірусу-шифрувальника WannaCry у травні 2017 року.

## Опис вразливості
Реалізація протоколу Server Message Block v1 (SMB) у ОС Windows містить недоліки, що надають можливість зловмиснику передати на віддалений вузол спеціально сформований пакет та отримати доступ до системи і виконати на ній довільний код.
Компанія Microsoft підтвердила, що вразливість присутня у всіх системах Windows починаючи з Windows XP та закінчуючи Windows Server 2016. Тобто існувала близько 16 років. Закрита у серії оновлень безпеки MS17-010.
Перше публічне використання експлойта EternalBlue зареєстроване 21 квітня 2017 року, коли програма-бекдор DoublePulsar, заснована на коді АНБ[джерело?], заразила близько 200 тис. комп'ютерів протягом кількох днів. 12 травня 2017 року з'явився шифрувальник WannaCry, що використовував експлойт EternalBlue та код DoublePulsar, який швидко заразив десятки тис. комп'ютерів у мережі. Microsoft через масштаб атаки випустила оновлення безпеки для ОС Windows XP, Windows 8 і Windows Server 2003, що вже офіційно не підтримуються.

## Атака на критичну інфраструктуру України
Вірус-шифрувальник родини Win32/Petya використовує вразливість EternalBlue та спричинив зараження 27 червня 2017 року великої кількості комп'ютерів, особливо серед банківських, державних установ, енергетичних компаній України. Оновлення баз антивірусу Windows Defender розв'язує проблему. Для доставки вірусу використовувався скомпрометований сервіс оновлення програми для формування звітності до ДФС M.E.Doc.